# Druga Slovenska Nogometna Liga 2009/10
Die Druga Slovenska Nogometna Liga 2009/10 war die 19. Spielzeit der zweithöchsten slowenischen Spielklasse im Männerfußball. Sie begann am 9. August 2009 und endete am 23. Mai 2010.

## Modus
Die 10 Mannschaften spielten jeweils dreimal gegeneinander. Der Meister stieg direkt auf, der Zweitplatzierte konnte über die Relegation in die ersten Liga aufsteigen. Die letzten zwei Vereine stiegen ab.

## Vereine
| Verein                     | Stadt             |
| -------------------------- | ----------------- |
| NK Primorje                | Ajdovščina        |
| NK Bela krajina            | Črnomelj          |
| NK Livar Ivanča Gorica     | Ivanča Gorica     |
| NK Aluminij                | Kidričevo         |
| NK Triglav Gorenjska Kranj | Kranj             |
| NK Posavje Krško           | Krško             |
| ND Mura 05                 | Murska Sobota     |
| NK Garmin Šenčur           | Šenčur            |
| DNŠ Mladi upi Šentjur      | Šentjur           |
| ND Dravinja Kostroj        | Slovenske Konjice |

## Abschlusstabelle
| Pl. | Verein                     | Sp. | S  | U  | N  | Tore    | Diff. | Punkte |
| --- | -------------------------- | --- | -- | -- | -- | ------- | ----- | ------ |
| 1.  | NK Primorje (A)            | 27  | 15 | 10 | 2  | 051:160 | +35   | 55     |
| 2.  | NK Triglav Gorenjska Kranj | 27  | 14 | 5  | 8  | 033:250 | +8    | 47     |
| 3.  | NK Aluminij                | 27  | 14 | 4  | 9  | 067:340 | +33   | 46     |
| 4.  | ND Dravinja Kostroj (N)    | 27  | 11 | 6  | 10 | 044:320 | +12   | 39     |
| 5.  | NK Bela krajina            | 27  | 11 | 6  | 10 | 028:360 | −8    | 39     |
| 6.  | ND Mura 05                 | 27  | 9  | 7  | 11 | 036:510 | −15   | 34     |
| 7.  | NK Garmin Šenčur (N)       | 27  | 7  | 11 | 9  | 031:350 | −4    | 32     |
| 8.  | NK Krško                   | 27  | 6  | 10 | 11 | 027:450 | −18   | 28     |
| 9.  | NK Livar Ivanča Gorica     | 27  | 7  | 6  | 14 | 027:430 | −16   | 27     |
| 10. | DNŠ Mladi upi Šentjur      | 27  | 5  | 7  | 15 | 029:560 | −27   | 22     |

Platzierungskriterien: 1. Punkte – 2. Direkter Vergleich (Punkte, Tordifferenz, geschossene Tore) – 3. Tordifferenz – 4. geschossene Tore

| (A) – Absteiger aus der Slovenska Nogometna Liga 2008/09 |
| (N) – Neuaufsteiger aus der Tretja Nogometna Liga        |

## Relegation
Aufstieg
| Datum        |                            | Ergebnis  |                            | Tore                                                |
| ------------ | -------------------------- | --------- | -------------------------- | --------------------------------------------------- |
| 23. Mai 2010 | Interblock Ljubljana       | 0:1 (0:0) | NK Triglav Gorenjska Kranj | 0:1 Dolžan (63.)                                    |
| 30. Mai 2010 | NK Triglav Gorenjska Kranj | 3:0 (0:0) | Interblock Ljubljana       | 1:0 Mišič (59.), 2:0 Burgar (72.), 3:0 Dolžan (74.) |
| Gesamt:      | Interblock Ljubljana       | 0:4       | NK Triglav Gorenjska Kranj |                                                     |